# Ortlieb II. Zenger
Ortlieb II. Zenger war 1315 bis 1326 Pfleger zu Nabburg. Er gehört zur Linie Ortliebs I. Zenger.

## Familie
Der Vater Ortliebs II. ist Ortlieb I. Zenger, seine Großeltern sind Conrad I. Zenger und Tuta von Schönstein.
Die Kinder Ortliebs II. waren
- Ulrich Zenger lebte um 1368. Er war Landrichter zu Riedenburg.
- Friedrich Zenger lebte um 1364.[1]

## Stammsitz und Besitz
Die Veste Nabburg bestand schon im 11. Jahrhundert. Sie käme als ein Stammsitz Ortliebs II. in Frage.
Oft war es so, dass der Pfleger gleichzeitig Lehnsträger für seinen jeweiligen Verantwortungsbereich war.
Für seine Teilnahme an der Schlacht von Gammelsdorf 1313 auf Seiten des Wittelsbacher Herzogs Ludwig IV. von Oberbayern erhielt Ortlieb II. 1315 als Entschädigung für genommenen Schaden Besitz in Ezdorf.
Als König Ludwig IV. 1320 zur Deckung seiner Schulden die Burg Murach für 200 Pfund Regensburger Pfennige verkaufte, war Ortlieb II. unter den Käufern und erwarb einen Anteil an der Burg.
Die Vogtei über einen Hof in Diendorf (damals: Tundorf) erhielt Ortlieb II. als Schadensersatz für ein 1322 in einem Gefecht bei Bodenstein (damals: Pottenstein) verlorenes Streitross.
1326 verbürgte sich Ortlieb II. zusammen mit seinem Vetter Otto II. Zenger zu Niedermurach für eine Summe von 700 Regensburger Pfennigen für König Ludwig IV. gegen Agnes, Witwe des Ulrich Schenk von Reichenek. Daraus folgt, dass zu dieser Zeit das Vermögen der Zenger bedeutend war.